# Antonio Maria Cadolini
Anton o Antonio Maria Cadolini (Ancona, 10 luglio 1771 – Ancona, 1º agosto 1851) è stato un nobile, cardinale, scrittore e vescovo cattolico italiano.

## Biografia

### Infanzia
Nacque a Ancona il 10 luglio 1771.

### Carriera ecclesiastica
Venne ordinato presbitero il 19 aprile 1794. Papa Pio VII lo nominò vescovo di Cesena il 19 aprile 1822, a precisamente 28 anni di distanza dalla sua ordinazione sacerdotale. La sua consacrazione episcopale avvenne il 21 aprile 1822, per mano del cardinale Francesco Saverio Castiglioni, il futuro papa Pio VIII. Fu poi papa Gregorio XVI a trasferirlo nella sede di Ancona e Numana il 12 febbraio 1838. Lo stesso papa Gregorio XVI lo elevò al rango di cardinale nel concistoro del 19 giugno 1843. Partecipò come cardinale elettore al conclave del 1846, da cui uscì eletto papa Pio IX, al secolo Giovanni Maria Mastai Ferretti.

### Morte
Morì il 1º agosto 1851 all'età di 80 anni, nella stessa città che gli diede i natali, Ancona.

## Genealogia episcopale
La genealogia episcopale è:
- Cardinale Scipione Rebiba
- Cardinale Giulio Antonio Santori
- Cardinale Girolamo Bernerio, O.P.
- Arcivescovo Galeazzo Sanvitale
- Cardinale Ludovico Ludovisi
- Cardinale Luigi Caetani
- Cardinale Ulderico Carpegna
- Cardinale Paluzzo Paluzzi Altieri degli Albertoni
- Papa Benedetto XIII
- Papa Benedetto XIV
- Cardinale Enrico Enriquez
- Arcivescovo Manuel Quintano Bonifaz
- Cardinale Buenaventura Córdoba Espinosa de la Cerda
- Cardinale Giuseppe Maria Doria Pamphilj
- Papa Pio VIII
- Cardinale Antonio Maria Cadolini, B.